# Eutoea melanops
Eutoea melanops là một loài bướm đêm trong họ Geometridae.